# Эверард из Бетюна
Эверард из Бетюна (фр. Éverard de Béthune, лат. Eberhardus Bethuniensis, лат. Ebrardus Bithuniensis; умер около 1212) — латинский поэт и грамматик французского (фламандского) происхождения. Родился в Аррасе, преподавал, повидимому, в Бетюне. Написал грамматическую поэму Graecismus (название дано из-за краткого экскурса о греческом языке), а также книгу «Лабиринт, или о страданиях ректоров школ» (Labyrinthus, vel  De miseriis rectorum scholarum), которая иногда приписывается Эберхарду Немецкому; обе поэмы часто цитировались. Писал также против Вальденсов (Liber Antihaeresis, ок. 1210).

## Новое издание
- Eberhard von Bethune. Graecismus / Hrsg. Johannes Wrobel. Vratislaviae 1887 (= Hildesheim, 1987).